# Liste de personnalités liées à Mannheim

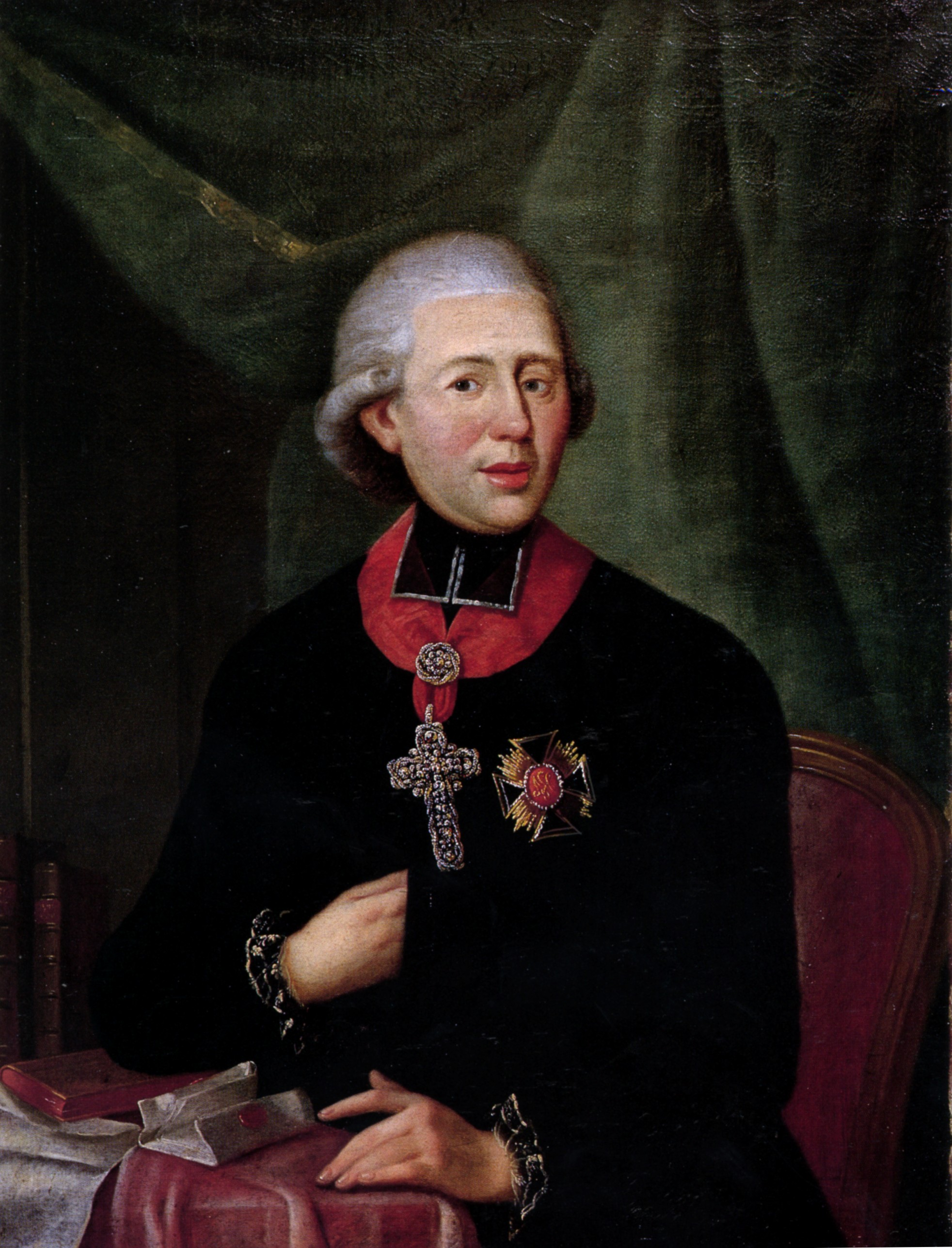
Archevêque Charles-Théodore de Dalberg

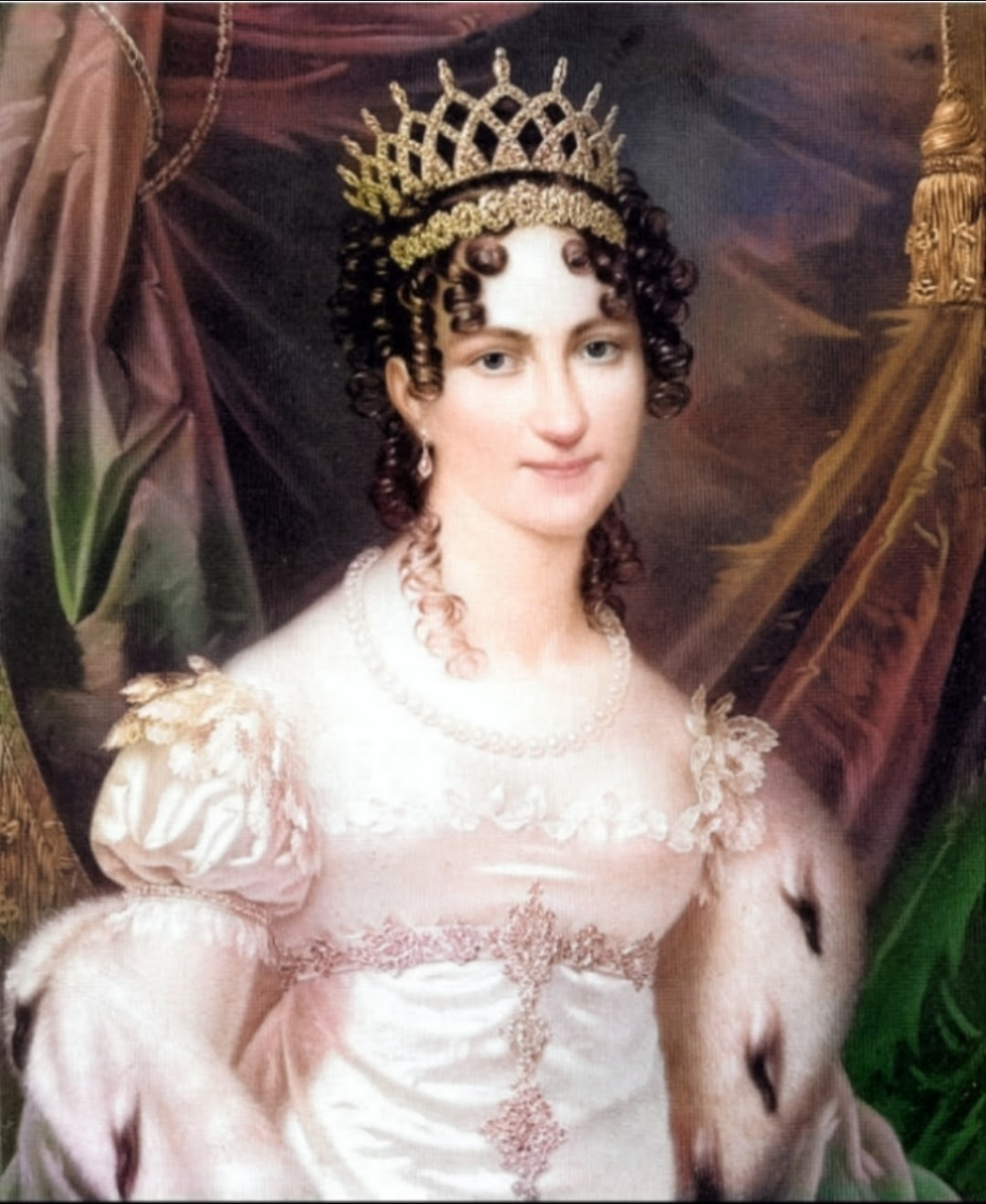
Caroline-Auguste, impératrice d'Autriche

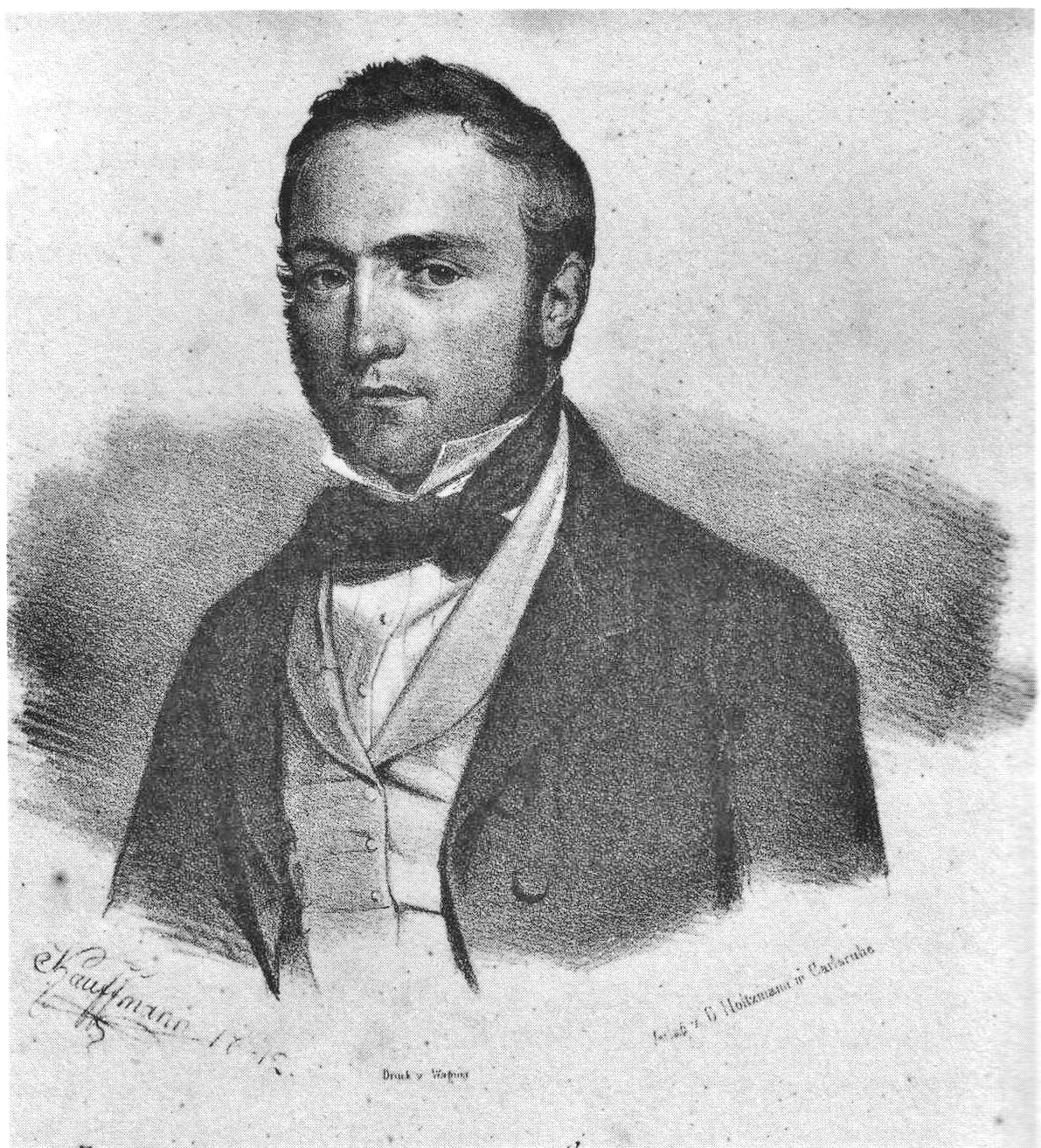
Friedrich Daniel Bassermann

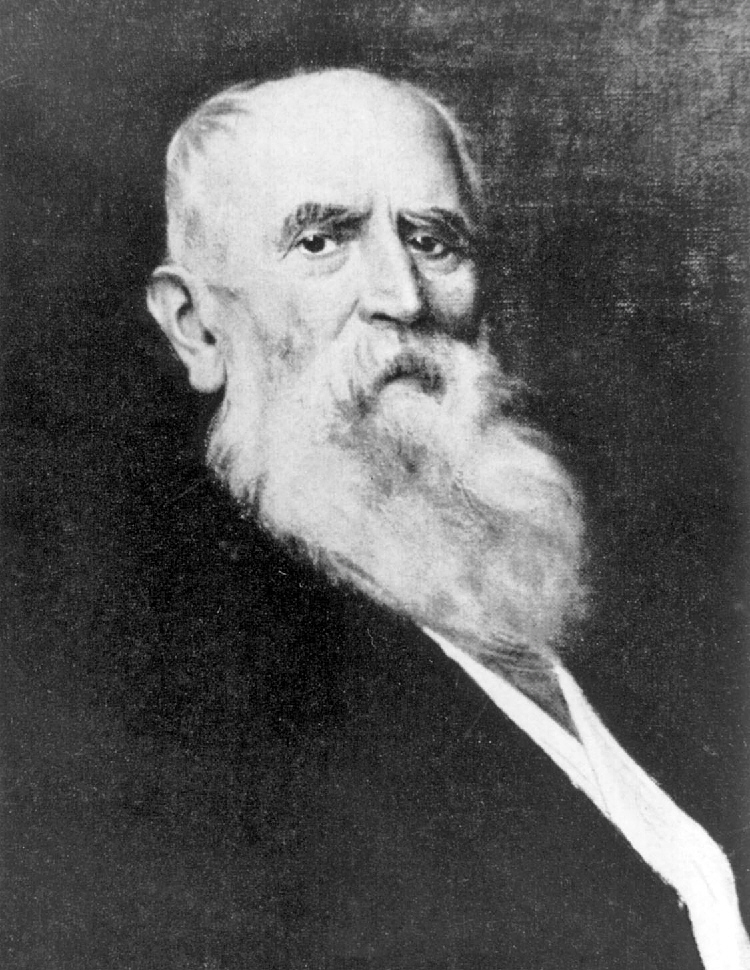
Frédéric Engelhorn

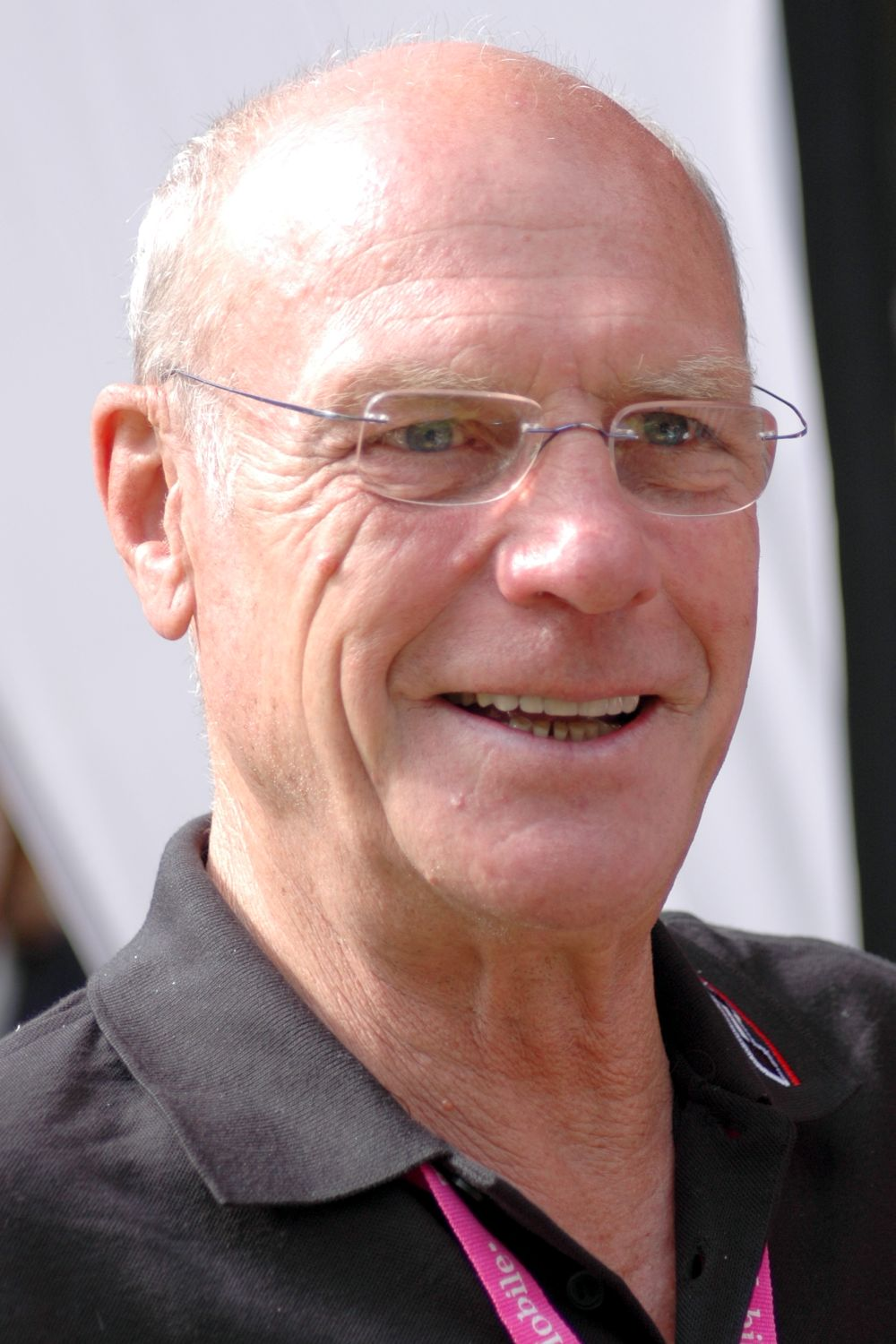
Rudi Altig

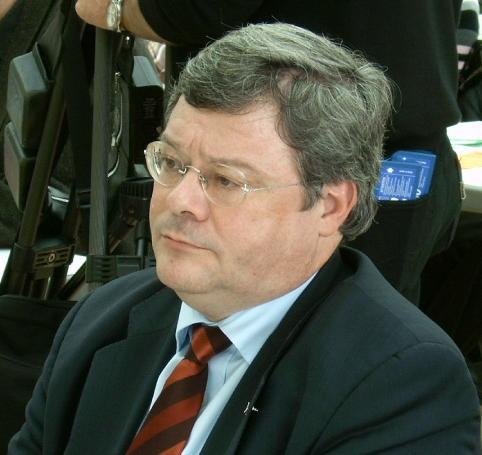
Reinhard Bütikofer

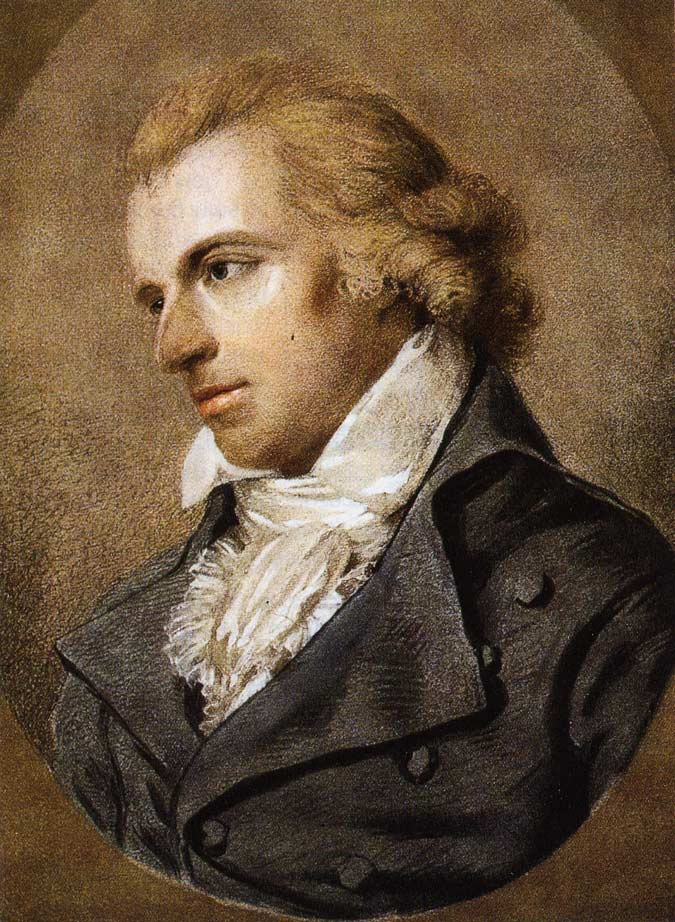
Friedrich Schiller

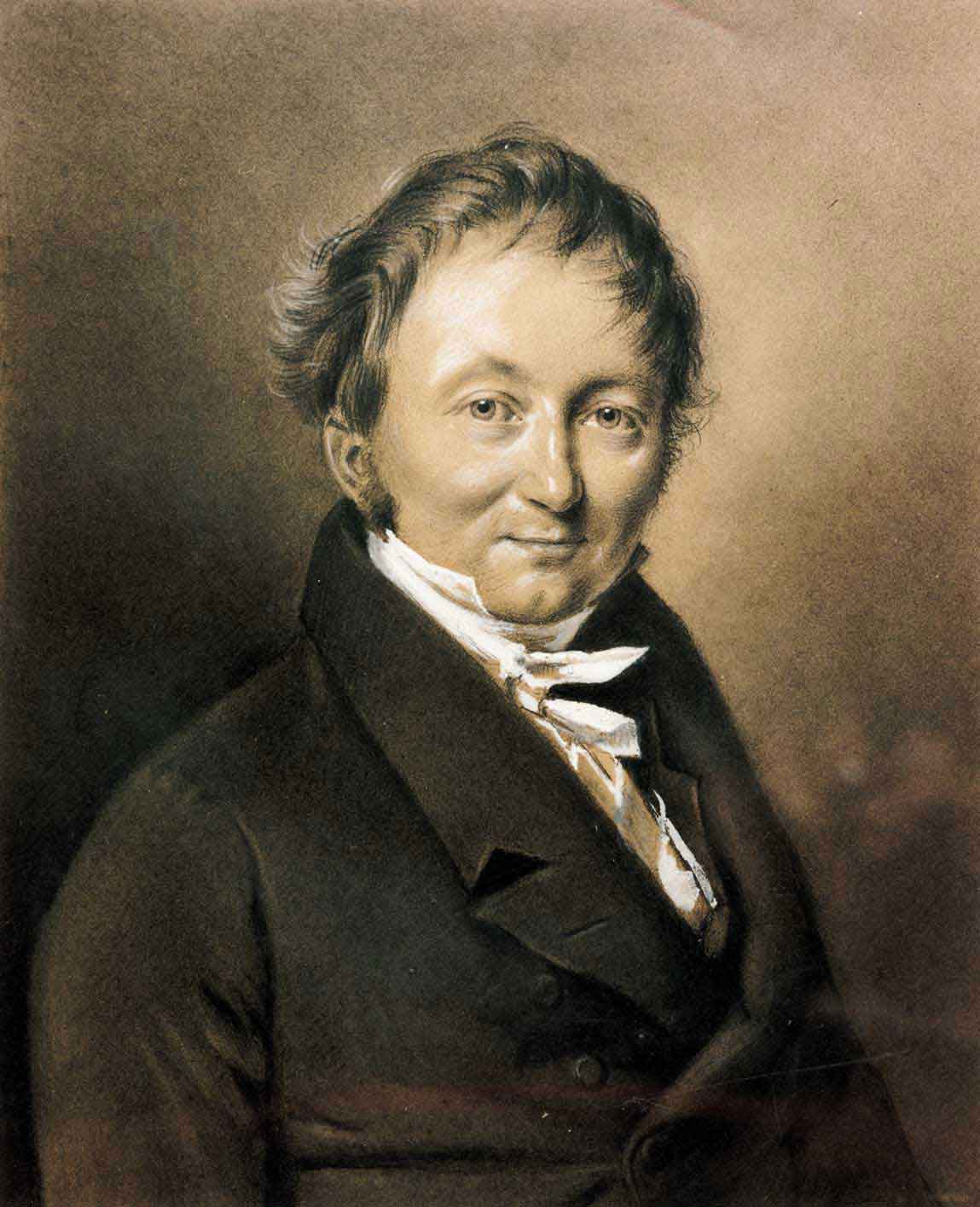
Karl Drais

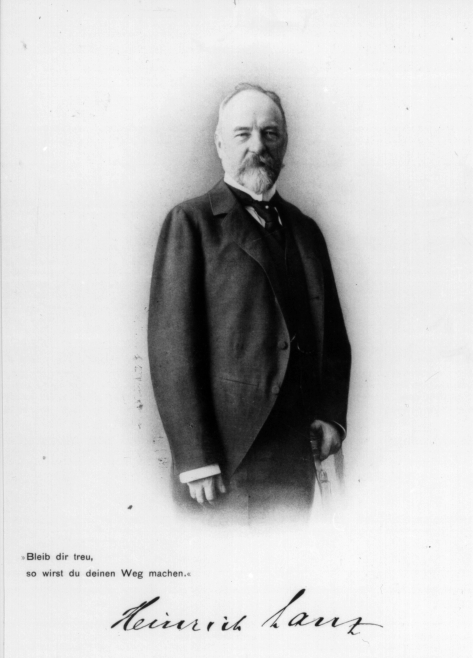
Heinrich Lanz

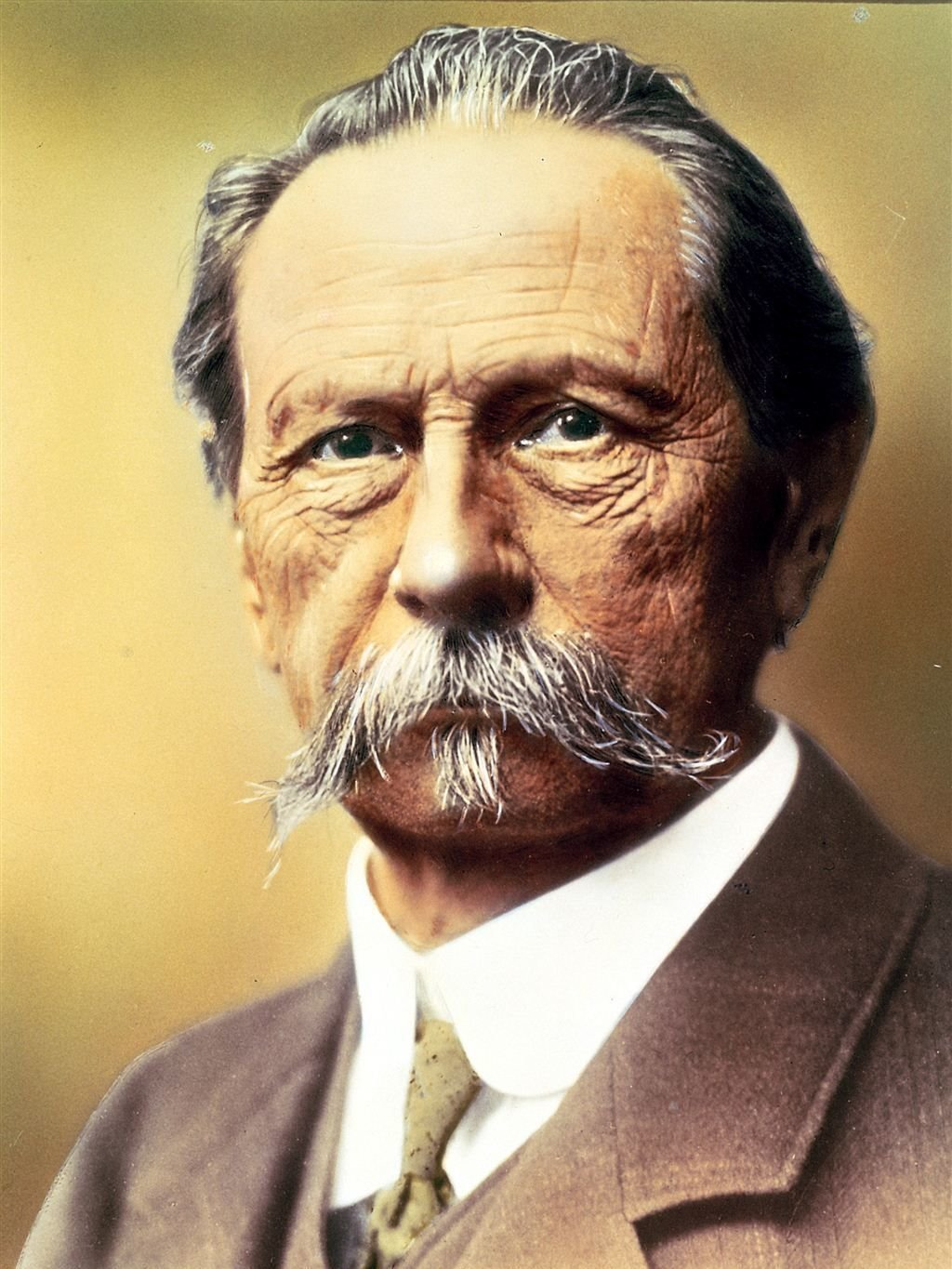
Carl Benz

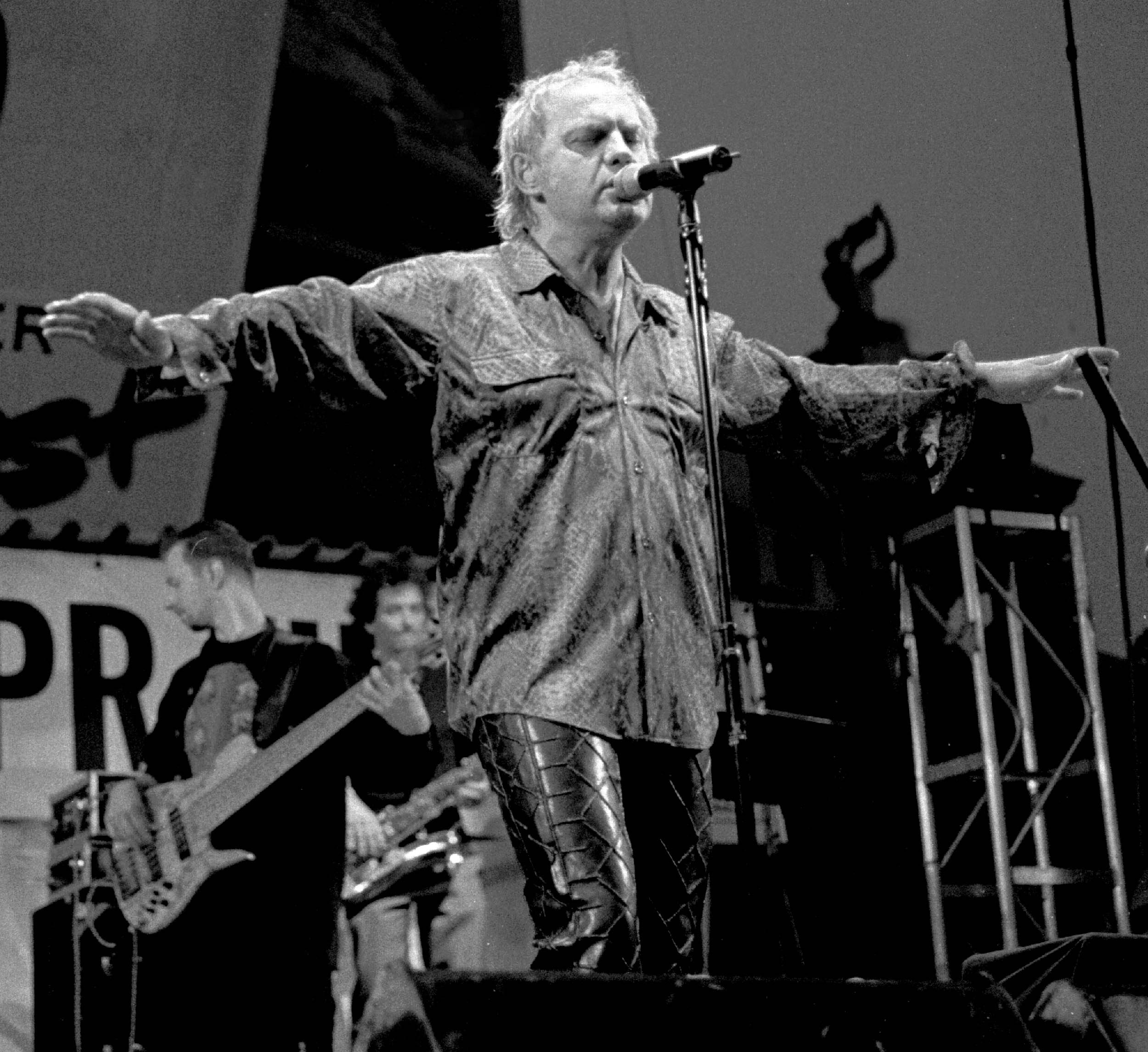
Uwe Ochsenknecht

Est ici présentée une liste de personnes ayant joué un rôle significatif dans l'histoire de la ville allemande de Mannheim. Les personnes sont classées selon leur date de naissance.

## Personnes nées à Mannheim auXVIIIesiècle
| 1727, 12 septembre | Christophe Joseph de Brusselles († 19 avril 1811 à Reichshoffen), général de la Révolution française                                                     |
| 1731, 13 janvier   | Carl von Gontard († 23 septembre 1791 à Breslau), architecte                                                                                             |
| 1731, 28 décembre  | Christian Cannabich († 20 janvier 1798 à Francfort-sur-le-Main), compositeur, chef d'orchestre                                                           |
| 1742, 3 janvier    | Charles Jean Théodore Schoenmezel († 23 décembre 1815 à Bergzabern), général de brigade de la Révolution française.                                      |
| 1744, 8 février    | Charles-Théodore de Dalberg († 10 février 1817 à Ratisbonne), prince-électeur et archevêque de Mayence ainsi que archevêque de Ratisbonne de 1802 à 1817 |
| 1745, 7 mai        | Carl Stamitz († 9 novembre 1801 à Iéna), compositeur |
| 1746, 20 février   | Elisabeth Augusta Wendling, († 10 janvier 1786 à Munich), chanteuse soprano                                                                              |
| 1748               | Franz Peter Kymli, († 1813 à Paris), peintre |
| 1750, novembre     | Anton Stamitz († 1798 à Paris), compositeur |
| 1752, 2 mai        | Ludwig August Lebrun, († 16 décembre 1790 à Berlin), joueur de hautbois et compositeur                                                                   |
| 1752, 4 octobre    | Elisabeth Augusta Wendling, († 18 février 1794 à Munich), chanteuse soprano                                                                              |
| 1754, 28 août      | Peter von Winter († 17 octobre 1825 à Munich), compositeur                                                                                               |
| 1752, 27 août      | Georg Friedrich von Zentner († 21 octobre 1835 à Munich), ministre d'État bavarois                                                                       |
| 1756, 24 mars      | Franziska Lebrun († 14 mai 1791 à Berlin), chanteuse soprano                                                                                             |
| 1756, 27 mai       | Maximilien Ier († 13 octobre 1825 à Munich), duc de Palatinat-Deux-Ponts de 1795 à 1805, roi de Bavière de 1805 à 1825                                   |
| 1758, 11 décembre  | Franz Friedrich von Sturmfeder († 26 février 1828 à Augsbourg), évêque d'Augsbourg de 1812 à 1818 et de 1819 à 1821                                      |
| 1763, 15 juin      | Franz Danzi († 13 avril 1826 à Karlsruhe), compositeur                                                                                                   |
| 1764, 18 avril     | Bernhard Anselm Weber († 23 mars 1821 à Berlin), compositeur                                                                                             |
| 1766, 25 janvier   | Wolf Ladenburg († 9 septembre 1851 à Mannheim), banquier, fondateur de la banque Ladenburg                                                               |
| 1768,              | Margarethe Danzi († 11 juin 1800 à Munich), chanteuse soprano                                                                                            |
| 1782, 19 septembre | Karl von Fischer († 11 février 1820 à Munich), architecte                                                                                                |
| 1788, 1er février  | Wilhelm von Traitteur († 17 juin 1858 à Mannheim), maître d'œuvre                                                                                        |
| 1792, 8 février    | Caroline-Auguste († 9 février 1873 à Wien), impératrice d'Autriche en tant qu'épouse de l'empereur François Ier d'Autriche                               |
| 1794, 16 janvier   | Maximilian Joseph von Chelius († 17 août 1867 à Heidelberg), ophtalomlogiste et chirurgien                                                               |
| 1798               | Valentin Streuber († 11 octobre 1849 à Mannheim), participant à la Révolution du Bade 1848/1849                                                          |

## Personnes nées à Mannheim auXIXesiècle
| 1803, 15 février   | Karl Friedrich Schimper († 21 décembre 1867 à Schwetzingen), naturaliste, botaniste, géologue et érudit                                                                 |
| 1806, 2 août       | Alexander von Soiron († 6 mai 1855 à Heidelberg), homme politique libéral du grand-duché de Bade                                                                        |
| 1807, 17 mars      | Karl Mathy († 3 février 1868 à Karlsruhe), homme politique libéral du Bade                                                                                              |
| 1807, 31 mai       | Franz Jacob Wigard († 25 septembre 1885 à Dresde), homme politique libéral, catholique allemand et sténographe                                                          |
| 1809, 11 août      | Leopold Ladenburg († 24/27 juillet 1889 à Mannheim), juriste |
| 1811, 24 février   | Friedrich Daniel Bassermann († 19 juillet 1855 à Mannheim), entrepreneur et homme politique libéral                                                                     |
| 1811               | Gottfried von Neureuther, architecte |
| 1813, 1er janvier  | Franziska Berg († 22 avril 1893 à Dresde), actrice allemande |
| 1813, 4 novembre   | Lorenz Brentano († 17 septembre 1891 à Chicago), juriste et homme politique libéral démocrate du temps de la Révolution de mars de 1848 - 1849                          |
| 1821, 26 septembre | Frédéric Engelhorn († 11 mars 1902 à Mannheim), entrepreneur et fondateur de BASF                                                                                       |
| 1823, 22 décembre  | Daniel Cornelius Gesell († 25 mars 1889 à Constance), peintre et lithographe.                                                                                           |
| 1823, 21 février   | Julius Jolly († 14 octobre 1891 à Karlsruhe), ministre d'État du grand-duché de Bade                                                                                    |
| 1824,              | Amalie Struve († 1862 à New York), militante féministe |
| 1825, 23 mars      | Franz Freiherr von Roggenbach († 25 mai 1907 à Fribourg-en-Brisgau), ministre des affaires étrangères du Bade                                                           |
| 1827, 19 juin      | Carl Ladenburg († 4 octobre 1909 à Mannheim), banquier |
| 1832, 16 août      | Wilhelm Wundt († 31 août 1920 à Großbothen), psychologue |
| 1838, 13 juin      | Wilhelm Reiß († 29 septembre 1908 à Könitz à côté de Saalfeld), expéditionnaire et volcanologue                                                                         |
| 1841, 25 novembre  | Ernst Schröder († 16 juin 1902 à Karlsruhe), mathématicien et logicien                                                                                                  |
| 1843, 15 février   | Carl Reiß († 3 janvier 1914 à Mannheim), consul général |
| 1844, 24 septembre | Max Noether († le 13 décembre 1921 à Erlangen), mathématicien allemand.                                                                                                 |
| 1856               | Henry Morgenthau sen. († 1946 New York) politicien américain et homme d'affaires                                                                                        |
| 1857, 11 novembre  | Nathan Stein († 1927), juriste et président de tribunal de grande instance                                                                                              |
| 1858, 11 août      | Anton Geiß († 3 mars 1944 à Schriesheim), président de l'État libre de Bade entre 1918 et 1920                                                                          |
| 1859, 14 juillet   | Willy Hess († 17 février 1930 à Berlin), violoniste et professeur de violon                                                                                             |
| 1867, 7 août       | Albert Bassermann († 15 mai 1952 à Zurich), acteur (diverses scènes à Berlin), porteur de l'anneau d'Iffland                                                            |
| 1868, 18 mai       | Ludwig Landmann († 5 mars 1945 à Voorburg), maire de Francfort et victime du nazisme                                                                                    |
| 1868, 19 mai       | Karl Bornhäuser († 27 mars 1947 à Marbourg), théologien évangéliste |
| 1876, 7 avril      | Karl Imhoff († 28 septembre 1965), ingénieur et pionnier dans les techniques du traitement des eaux usées                                                               |
| 1876, 18 mai       | Hermann Müller († 20 mars 1931 à Berlin), homme politique allemand (SPD), chancelier du Reich en 1920 et de 1928 à 1930, ministre des Affaires étrangères de 1919 1920. |
| 1884, 20 octobre   | Georg Kenzler († 1er janvier 1959 à Berlin), homme politique communiste, député au Reichstag de 1924 à 1928                                                             |
| 1891, 12 février   | Ernst-Christoph Brühler († 1er septembre 1961 à Fribourg-en-Brisgau), homme politique allemand (DP), représentant de fraction du DP au Bundestag 1955 à 1957            |
| 1897, 28 mars      | Josef "Sepp" Herberger († 28 avril 1977 à Weinheim), entraîneur de l'équipe nationale allemande de football de 1936 à 1964 ("Das Wunder von Bern", le Miracle de Bern)  |
| 1898, 23 septembre | Franz Xaver Fuhr († 16 décembre 1973 à Ratisbonne), peintre allemand |

## Personnes nées à Mannheim auXXesiècle

### Entre1900et1949
- 1901 : Rudolf Zöbeley († 1991 à Munich), pasteur, compositeur (Er weckt mich alle Morgen)
- 1905 : Albert Speer senior († 1er septembre 1981 à Londres), architecte, nazi, chargé du rôle de Generalbauinspektor für die Reichshauptstadt et ministre de l'Armement
- 1905 : Paul Wandel († 3 juin 1995 à Berlin), premier ministre de l'Instruction publique et de la Jeunesse de la RDA
- 1906 : Julius Hatry, pionnier de l'aéronautique et de la conception de fusées, cinéaste
- 1907 : Alfred Delp († 2 février 1945 (exécuté) à Berlin-Plötzensee), théologien catholique, philosophe et résistant
- 1910 : Heinz Hoffmann († 2 décembre 1985 à Berlin), homme politique allemand (SED), ministre de la Défense de la RDA
- 1912 : Oskar Rohr, († 8 novembre 1988), footballeur, entraîneur de football
- 1912 : Carl Raddatz († 19 mai 2004 à Berlin), acteur
- 1912 : Otto Siffling († 20 octobre 1939), footballeur
- 1913 : Philipp Rohr, footballeur, entraineur de football
- 1913 : Heinz Haber († 13 février 1990 à Hambourg), physicien, journaliste
- 1913 : Dr Hans Filbinger, Premier ministre du Bade-Wurtemberg (CDU) 1966 - 1978
- 1915 : Geno Hartlaub, de nom complet : Genoveva Hartlaub, et de pseudonyme Muriel Castorp († 25 mars 2007 à Hambourg), écrivain
- 1915 : Prof. Dr Kurt Angstmann, † 1978 à Heidelberg, homme politique allemand du SPD et ancien ministre des Finances du Bade-Wurtemberg
- 1921 : Theresia Winterstein-Seible, chanteuse et danseuse
- 1922 : Lotte Brott, musicienne
- 1923 : Elsbeth Janda († 9 avril 2005 à Heidelberg), conférencière, chansonnière, actrice, écrivain et éditrice
- 1924 : Hans Bernhard Meyer, théologien catholique
- 1925 : Giselher Klebe, compositeur (pour orchestres, ballets)
- 1926 : Anneliese Rothenberger, chanteuse
- 1928 : Samuel Hans Adler, compositeur et chef d'orchestre, professeur, fondateur de L’Orchestre symphonique de la septième armée
- 1928 : Hermann Weber, historien
- 1929 : Herbert Mies, homme politique et député du Parti communiste allemand de 1973 à 1990
- 1930 : Edgar Basel, ancien boxeur, médaillé d'argent en 1952 à Helsinki
- 1933 : Reinhold Johannes Buhl, violoncelliste
- 1933 : Gerhard Mayer-Vorfelder, président de la Fédération allemande de football et ancien ministre du Bade-Wurtemberg (CDU)
- 1934 : Arno Reinfrank († 28 juin 2001 à Londres), écrivain, journaliste et traducteur
- 1934 : Pit Krüger († 6 novembre 2003 à Francfort-sur-le-Main), acteur allemand
- 1936 : Inge Brück, chanteuse ("Anouschka", participante allemande au Grand Prix Eurovision de la Chanson de 1967)
- 1937 : Erwin Vetter, homme politique de la CDU et ministre de l'Environnement et des Affaires sociales du Bade-Wurtemberg de 1987 à 1998
- 1937 : Adolf J. Schwab, ingénieur et professeur émérite à l'institut des systèmes à énergie électrique et des technologies des hautes tensions de l'université de Karlsruhe
- 1937 : Rudi Altig, coureur cycliste sur piste et sur route, champion du monde de cyclisme sur route en 1966 et vainqueur du Tour d'Espagne 1962
- 1938 : Winfried Scheuermann, membre du conseil du Bade-Wurtemberg depuis 1988
- 1939 : Wilhelm Bungert, joueur de tennis finaliste à Wimbledon en 1967 qui a aussi joué 43 rencontres de Coupe Davis (102 matches en cumulant simple et double)
- 1940 : Ulla Norden, chanteuse (Urlaub, mach mal Urlaub, Ich bin verliebt in den eigenen Mann)
- 1943 : Wilhelm Genazino, écrivain
- 1943 : Jochen Meißner, rameur
- 1943 : Roland Heck, compositeur (Der Teufel und der junge Mann), producteur
- 1948 : Günter Sebert
- 1949 : Franziska Becker, cartooniste
- 1949 : Hermann Weiland, cavalier de saut d'obstacles.

### Après1950
- 1950 : Dietmar Danner, footballeur
- 1953 : Reinhard Hans Bütikofer, homme politique, député Vert allemand
- 1953 : Gernot Rohr, footballeur, entraîneur de football
- 1955 : Marion Caspers-Merk, députée et secrétaire du parlement (SPD)
- 1955 : Richy Müller, acteur
- 1956 : Marcus Kuhl, hockeyeur sur glace, manager de Adler Mannheim
- 1958 : Horst Hamann, photographe
- 1960 : Fritz Walter
- 1960 : Peter Obresa, hockeyeur sur glace
- 1961 : Thomas Schaaf, joueur et entraîneur de football principalement au SV Werder Bremen
- 1962 : Uwe Rahn, footballeur
- 1963 : Sabine Ehrenfeld, actrice
- 1964 : Hans Nieswandt, DJ, producteur de musique
- 1964 : Konstantin Groß, journaliste
- 1965 : Christine Lambrecht, femme politique (SPD)
- 1968 : Kai Adomeit, pianiste
- 1969 : Stefanie « Steffi » Graf, joueuse de tennis allemande, vainqueur de 22 titres du Grand Chelem
- 1969 : Alexander Schilling, metteur en scène
- 1971 : Xavier Naidoo, chanteur de pop
- 1971 : Heiko Herrlich, footballeur
- 1972 : Christian Wörns, footballeur
- 1973 : Ümit Davala, footballeur de l'équipe nationale turque
- 1975 : Roland Schmaltz, joueur d'échecs
- 1976 : Bülent Ceylan, chanteur
- 1977 : Jochen Hecht, hockeyeur sur glace de Adler Mannheim
- 1980 : Fanny Rinne, joueuse de hockey sur gazon
- 1980 : Pal One, rappeur
- 1986 : Uwe Gensheimer, joueur de handball
- 1988 : Susanne Hartel, footballeuse
- 1994 : Hakan Çalhanoğlu, footballeur de l'équipe nationale turque

## Autres personnes ayant vécu à Mannheim
Ces personnes ne sont pas nées à Mannheim, mais elles y ont joué un rôle significatif.
- 1686 : Alessandro Bibièna († 5 mai 1748 à Mannheim), architecte
- 1709 : Franz Xaver Richter († 12 septembre 1789 à Strasbourg), compositeur
- 1711 : Ignaz Holzbauer († 7 avril 1783 à Mannheim), compositeur
- 1714 : Anton Raaff, ténor
- 1717 : Johann Stamitz († 27 mars 1757 à Mannheim), compositeur
- 1721 : Paul Egell, sculpteur
- 1723 : Johann Baptist Wendling, compositeur
- 1733 : Anton Fils, compositeur de l'école de Mannheim
- 1736 : Dorothea Wendling, chanteuse soprano
- 1749 : Georg Joseph Vogler, compositeur
- 1750 : Wolfgang Heribert von Dalberg, homme de théâtre
- 1751 : Anne Charles Basset de Montaigu († 8 mai 1821), défenseur de la ville
- 1753 : Cosimo Alessandro Collini, naturaliste
- 1756 : Joseph Martin Kraus, compositeur
- 1756 : Wolfgang Amadeus Mozart, compositeur
- 1759 : Friedrich Schiller, poète
- 1759 : Ernst von Gemmingen-Hornberg diplomate et compositeur
- 1759 : August Wilhelm Iffland († 22 septembre 1814 à Berlin), acteur
- 1761 : August von Kotzebue († 23 mars 1819 à Mannheim), écrivain
- 1763 : Christian Mayer SJ, astronome
- 1766 : Joseph Fratrel, peintre-graveur à la cour du comte-électeur jusqu'à sa mort en 1783
- 1775 : Otto Heinrich von Gemmingen-Hornberg écrivain des Lumières
- 1777 : Wolfgang Amadeus Mozart, compositeur
- 1785 : Karl Drais, inventeur de la draisienne
- 1795 : Karl Ludwig Sand († 20 mai 1820 à Mannheim), assassin
- 1805 : Gustav Struve († 21 août 1870 à Vienne), juriste
- 1811 : Friedrich Hecker († 24 mars 1881 à Belleville), révolutionnaire
- 1815 : Ernst Elsenhans († 7 août 1849 à Rastatt), révolutionnaire
- 1817 : Stéphanie de Beauharnais, grande-duchesse de Bade, ayant résidé dans le château en tant que princesse couronnée et veuve
- 1818 : Wilhelm Adolph von Trützschler († 14 août 1849 à Mannheim), homme politique
- 1838 : Heinrich Lanz, inventeur du tracteur
- 1844 : Carl Benz, pionnier de l'automobile
- 1858 : Joseph Anton Sickinger, réformateur du système scolaire (Mannheimer Schulsystem, système scolaire de Mannheim)
- 1868 : August Horch, constructeur d'automobiles
- 1869 : Hugo Stotz, inventeur et entrepreneur
- 1869 : Julius Moses, médecin
- 1875 : Blumepeter de son vrai nom Peter Schäfer
- 1879 : Karl Wiener, architecte du pont de Remagen
- 1883 : Marie Bernays, femme politique, pédagogue et militante des droits des femmes, cofondatrice de l’École sociale des femmes à Mannheim
- 1884 : Gustav Friedrich Hartlaub, historien de l'art et directeur du musée d'art de Mannheim
- 1886 : Wilhelm Furtwängler, dirigent
- 1890 : Wilhelm Petersen, compositeur
- 1896 : Carlo Schmid, homme politique, ministre fédéral (SPD)
- 1898 : Gertrud Beinling, artiste
- 1912 : Walter Krause, homme politique, ministre de l'intérieur du Bade-Wurtemberg
- 1920 : Rudolf de la Vigne, champion allemand de football de la VfR Mannheim
- 1921 : Rudolf Wildenmann († 14 juillet 1993 à Mannheim), politologue
- 1924 : Robert Häusser, photographe
- 1925 : Leonie Ossowski, écrivain
- 1938 : Robert Zollitsch, archevêque de l'archevêché de Fribourg
- 1943 : Ewald Friesacher, chercheur et éditeur
- 1944 : Joy Fleming, chanteuse
- 1944 : Joana, chanteuse
- 1948 : Christine Westermann, journaliste, présentatrice
- 1948 : Harald Ertl, coureur automobile
- 1948 : Bernd Clüver, chanteur
- 1950 : Bruno Klimek, producteur
- 1956 : Uwe Ochsenknecht, acteur
- 1957 : Manfred Wolf, hockeyeur sur glace de Adler Mannheim
- 1958 : Roy Roedger, hockeyeur sur glace de Adler Mannheim
- 1959 : Harold Kreis, hockeyeur sur glace de Adler Mannheim, entraîneur de hockey sur glace
- 1965 : Peter Draisaitl, hockeyeur sur glace de Adler Mannheim
- 1965 : Jürgen Kohler, footballeur
- 1966 : Aki Kato, danseuse, chorégraphe
- 1966 : Maurizio Gaudino, footballeur, directeur sportif
- 1966 : Julia Neigel, musicienne, chanteuse, auteur
- 1968 : Rolf Stahlhofen, chanteur
- 1969 : Dave Tomlinson, hockeyeur sur glace de Adler Mannheim
- 1971 : Michael Strahan, footballeur
- 1972 : Laith Al-Deen (en), chanteur

## Crédit d'auteurs
- (de) Cet article est partiellement ou en totalité issu de l’article de Wikipédia en allemand intitulé « Liste von Söhnen und Töchtern der Stadt Mannheim » (voir la liste des auteurs).